# Fonts baptismaux d'Éréac

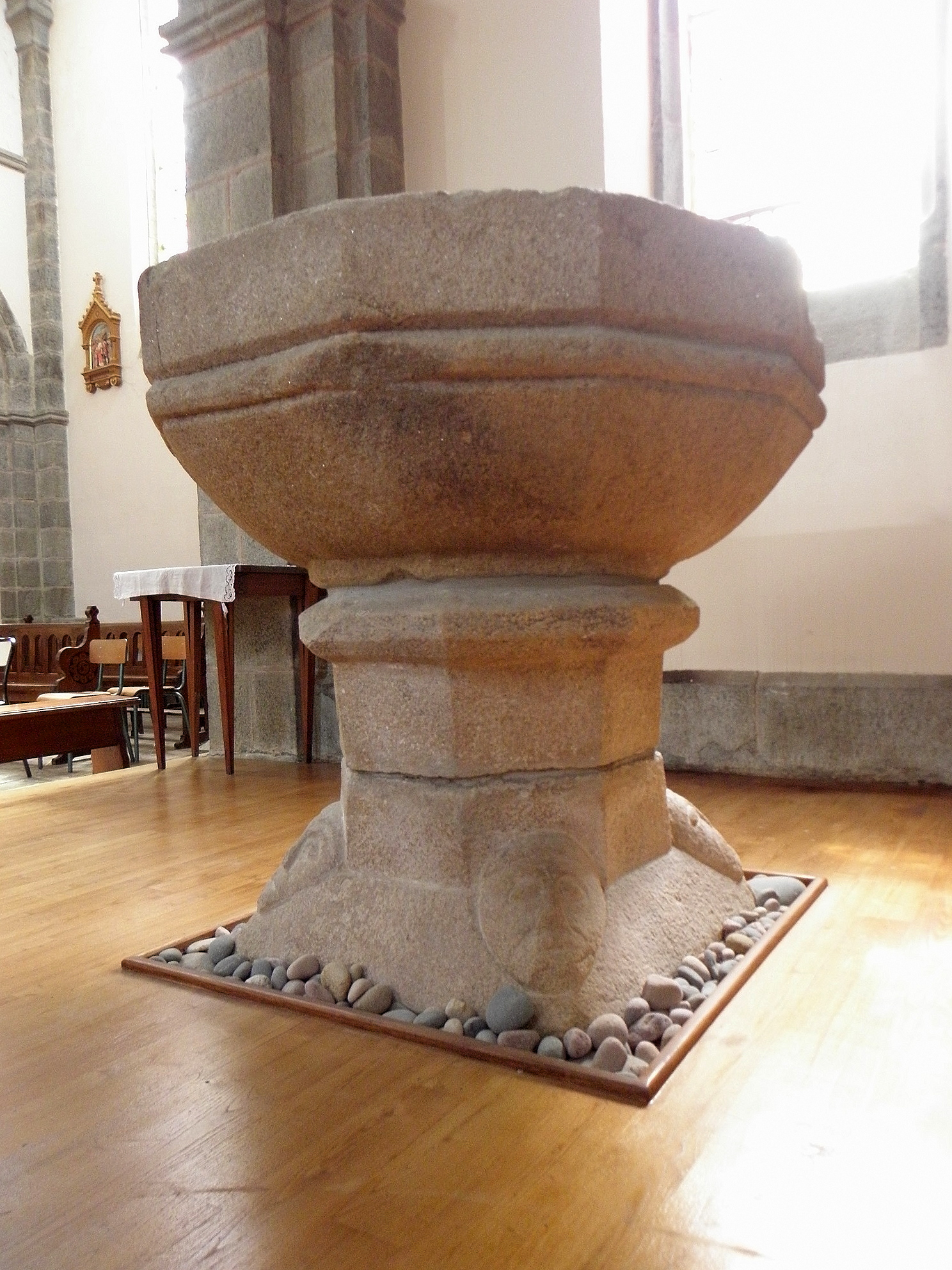
Fonts baptismaux d'Éréac

Les fonts baptismaux de l'église Saint-Pierre à Éréac, une commune du département des Côtes-d'Armor dans la région Bretagne en France, datent du XVe siècle. Les fonts baptismaux en granite sont inscrits monuments historiques au titre d'objet depuis le 13 mars 1973.
Cette cuve provenant de l'ancienne église a repris sa place dans l'église actuelle, après un long séjour dans une cour de ferme.   